# 中華民國—薩爾瓦多關係
中華民國與薩爾瓦多共和國於1941—2018年有正式外交關係，斷交後，目前沒有在對方首都互設具大使館功能的代表機構。對薩爾瓦多的相關事務由中華民國駐瓜地馬拉共和國大使館兼轄。

## 政治

### 邦交時期
1933年6月15日，中華民國與瓜地馬拉建立領事級外交關係，由駐瓜地馬拉總領事兼理薩爾瓦多僑務。
1941年4月9日，中華民國與薩爾瓦多建立公使級外交關係，由駐巴拿馬公使兼駐薩爾瓦多公使。薩爾瓦多則未設立公使館、派駐公使。
1957年7月17日，在首都聖薩爾瓦多設立中華民國駐薩爾瓦多共和國公使館，並派駐專任公使。
1961年6月1日，兩國升格大使級外交關係，公使館升格為中華民國駐薩爾瓦多共和國大使館，並派駐大使。
1963年5月31日，薩爾瓦多首任駐中華民國大使呈遞國書，由駐日本大使兼任。
1976年10月，在首都臺北設立薩爾瓦多共和國駐中華民國大使館。
1977年9月16日，薩爾瓦多首位駐中華民國專任大使呈遞國書。
1992年3月，中華民國立法院與薩爾瓦多立法議會締結為友好國會；1993年10月，臺北與聖薩爾瓦多締結為姊妹市。
1996年3月，薩爾瓦多外交部與立法議會對中華人民共和國在台灣海峽軍事演習，威脅中華民國即將於3月23日舉行的首次總統直接選舉一事，發表聲明強烈譴責。薩爾瓦多並聯合哥斯大黎加、瓜地馬拉、宏都拉斯、尼加拉瓜總統及貝里斯總理共同發表公報予以聲援。

#### 支持中華民國參與國際組織

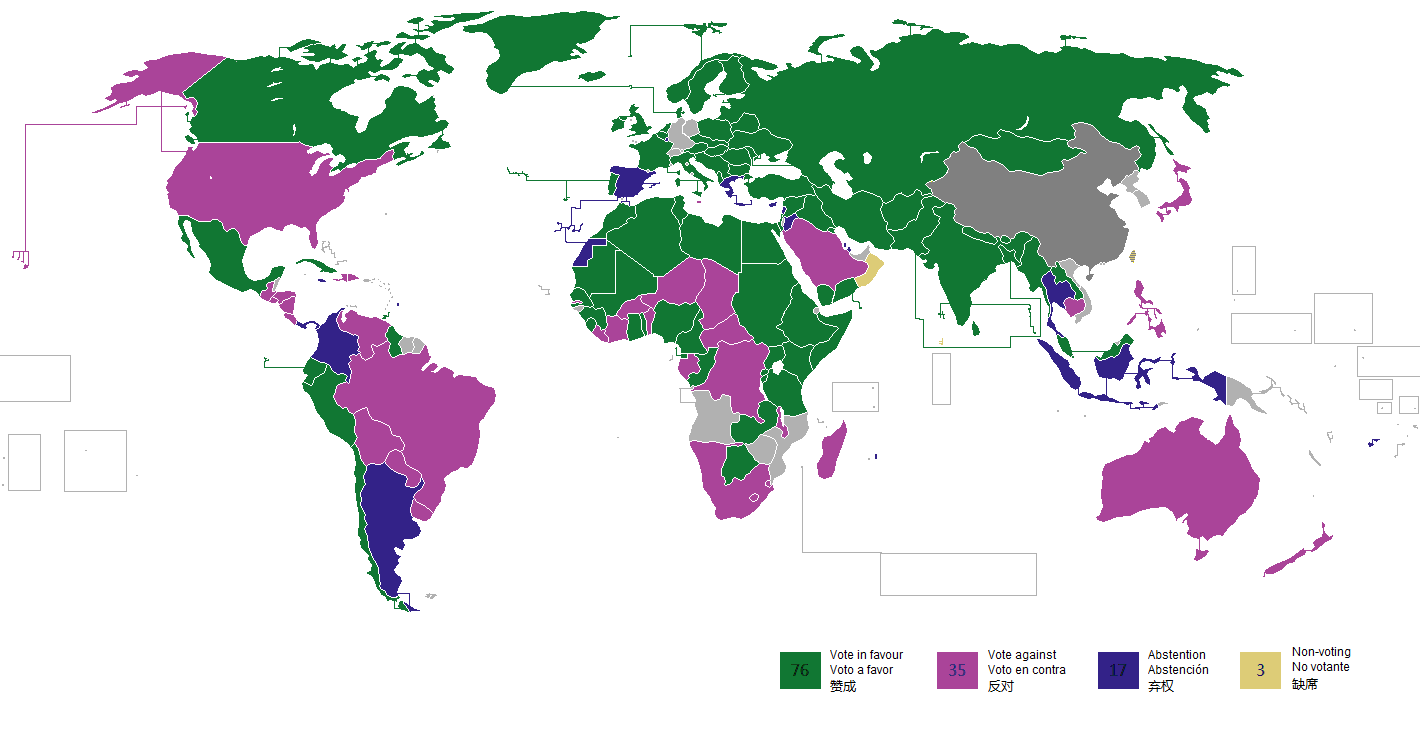
紫色國家表示在1971年的投票中支持中華民國續留聯合國，即《聯合國大會2758號決議》，其中包括薩爾瓦多。

1993、1994年10月，薩爾瓦多在聯合國大會的總辯論中，為中華民國參與聯合國議題執言；1995年9月，薩爾瓦多與其他19個中華民國的邦交國連署提案，要求第50屆聯合國大會設立研究委員會將「根據會籍普遍原則並按照分裂國家在聯合國已建立的平行代表權模式，審議在台灣的中華民國在國際體系中的特殊情況」案列入議程。其後在聯合國大會的總辯論，以及聯合國成立50週年特別紀念會議中發言支持；1996年7月，薩爾瓦多與其他15個中華民國的邦交國提案，要求聯合國大會將「審議聯大第二七五八（XXVI）號決議所造成臺灣地區二千一百三十萬人無法參與聯合國相關活動之問題」案列入議程；1997年9月，薩爾瓦多在大會的總辯論中，發言支持中華民國參與聯合國；1998年7月，薩爾瓦多與其他14個中華民國的邦交國連署提案，要求聯合國大會將「基於國際情勢之變遷以及中國分治之事實，應重新檢討聯大第二七五八（貳拾陸）號決議」案列入議程。9月，在大會的總辯論中發言支持；1999年8月，薩爾瓦多與其他12個中華民國的邦交國連署提案，要求聯合國大會將「應審視中華民國在台灣所處之特殊國際處境，以確保其二千二百萬人民參與聯合國之基本權利獲得完全尊重」案列入議程。9月，在大會的總辯論中發言支持；2001年8月，薩爾瓦多與其他15個中華民國的邦交國提案，要求聯合國大會將「有必要審視在台灣之中華民國所處特殊國際處境，俾確保其兩千三百萬人民參與聯合國工作和活動之基本權利獲得充分尊重」案列入議程。11月，在大會的總辯論中發言支持；2002年8月、2003年8月，薩爾瓦多與其他14個中華民國的邦交國連署提案，要求聯合國大會將「中華民國（台灣）在聯合國的代表權問題」案列入議程；2006年8月，薩爾瓦多與其他16個中華民國的邦交國連署提案，要求聯合國大會將「臺灣2300萬人民在聯合國的代表權及參與問題」案列入議程；2007年8月，薩爾瓦多與其他15個中華民國的邦交國連署提案，要求聯合國大會將「促請安全理事會依據安理會議事規則第59、60條及聯合國憲章第4條，處理台灣之會員申請案」列入議程，這是首度由中華民國總統陳水扁致函聯合國秘書長潘基文以臺灣名義申請入會。9月，在大會的總辯論中發言支持台灣加入聯合國；2008年8月，薩爾瓦多與其他16個中華民國的邦交國連署提案，要求聯合國大會將「需要審查中華民國（台灣）2,300萬人民有意義參與聯合國專門機構活動的基本權利」案列入議程。9月，薩爾瓦多總統在大會的總辯論中發言支持；2011年9月，薩爾瓦多在聯合國大會預防及控制非傳染性疾病高階全會及總辯論中，發言肯定臺灣推動有意義參與聯合國體系的訴求；2017年9月，薩爾瓦多與其他14個中華民國的邦交國致函聯合國秘書長古特雷斯，表達支持台灣參與聯合國體系及「2030永續發展議程」的立場，並呼籲聯合國停止針對台灣民眾進入聯合國場域所採取的歧視性做法。
1997年5月，薩爾瓦多與其他8個中華民國的邦交國向世界衛生組織（WHO）提案「邀請中華民國以觀察員身分參與世界衛生大會」，並在大會（WHA）中發言支持；2001年5月，薩爾瓦多於大會中發言支持；2008年1月，薩爾瓦多與其他3個中華民國的邦交國向世界衛生組織執行委員會提案「要求世界衛生組織與尚未獲納入國際衛生條例2005之國家、地區及領土就國際衛生條例之執行建立直接溝通與聯繫」，並在會議中發言支持；2018年1月、5月，薩爾瓦多在世界衛生組織執行委員會與世界衛生大會中，發言支持台灣參與。
2009年11月、2010年11月，薩爾瓦多與其他中華民國的邦交國向《聯合國氣候變遷綱要公約》（UNFCCC）秘書處致函，支持台灣成為大會觀察員，並有意義參與；2011年12月，薩爾瓦多在締約方大會高階會議上發言支持。
2010年10月，薩爾瓦多與其他13個中華民國的邦交國向國際民用航空組織（ICAO）以致函或發送書面聲明的方式支持台灣以觀察員身分有意義參與。

### 斷交
2018年8月21日，中華民國與薩爾瓦多斷交，結束長達77年的外交關係。23日，駐薩爾瓦多大使館舉行降旗儀式。
先前中華民國曾允諾捐贈4架UH-1H直升機給薩爾瓦多，知情人士指出，這4架直升機「沒有起運」，在2018年6月掌握相關情資後，要求相關單位暫緩這批軍援，中華民國國防部對此也表示計畫並未執行。據指出，直升機已經裝箱，原本9月就要運出。而中華民國海軍敦睦遠航訓練支隊在6月抵達薩爾瓦多，當時就捐贈救護車、乳房攝影、C型臂Ｘ光機等60餘件醫療裝備。
薩爾瓦多是蔡英文政府上任以來第5個斷交的國家，至2018年8月剩下17個邦交國。中華民國外交部長吳釗燮7月中才前往薩爾瓦多訪問，並與該國總統桑契斯會談，桑契斯強調對雙邊邦誼的堅定支持，但在8月20日蔡英文結束對巴拉圭、貝里斯訪問的「同慶之旅」回到台灣後的隔天，即宣布斷交。
對於斷交一事，薩爾瓦多總統桑契斯表示，與台灣結束外交和貿易關係，並與中國建交是經過詳盡的分析，是符合國際法原則，將為國家帶來巨大利益。但國會議長基哈諾表示，台灣是一個非常支持薩國的國家，斷交讓他感到遺憾，這是對友好國家的背叛行為，並譴責總統桑契斯不得人心的政府態度，將會導致嚴重後果。他將在國會尋求表達反對政府這項可怕的決定，並向台灣人民道歉；首都聖薩爾瓦多市長艾內斯托也認為，這是執政黨一個糟糕的決定，與民主國家斷交，和另一個獨裁政權建交，薩國政府在外交上做出可恥和可惡的決策，執政黨不能代表絕大多數薩爾瓦多人。美國白宮則在聲明中指出，「中國明顯干涉西半球國家內政，美國嚴重關切薩爾瓦多政府對此的接受程度，這將導致美國重新評估與薩爾瓦多的關係。」9月7日，美國國務院發言人發布聲明，國務院已召回駐薩爾瓦多大使，商討該國最近與台灣斷交的決定。
有關斷交的原因，外交部長吳釗燮表示是薩爾瓦多不斷要求大量資金，希望協助「聯合港開發案」的40億美元，經評估後，認為是不合適的開發案，恐讓兩國陷入高度債務風險。若再加上「自由經濟區」的230億美元，加總就超過中華民國2019年國防預算的2倍。對於吳釗燮的說法，薩爾瓦多總統府發言人洛倫扎納反批台灣「卑鄙」且「完全錯誤」，並表示「其他國家都已經和北京建立了外交和經貿關係」、「我們不能違背世界潮流，忽略中國已經是世界第二大國，在全球經貿出口的領導地位。」2018年8月斷交時稱「沒有任何經濟前提」，但11月薩爾瓦多總統桑契斯訪問中國獲得金援1.5億美元（約新台幣46.4億）以及3,000噸稻米。

### 斷交後的雙邊關係
2018年10月23日，中華民國外交部表示，原本在薩爾瓦多的6項合作計畫移轉到鄰近的邦交國尼加拉瓜，該國總統奧蒂嘉並親自出席8日的計畫發表會。
薩爾瓦多政府於2018年12月宣布將取消與台灣在2007年簽署的自由貿易協定，並於2019年3月15日生效，但該國糖業商會主張此舉會傷害糖業利益，向最高法院請求檢視該命令。薩爾瓦多最高法院於3月13日裁定暫緩取消。薩爾瓦多總統當選人布格磊在美國受訪時表示「我們想要跟中國有關係，但這是建立在尊重之上，如果他們不尊重我們，我們就不能跟他們有關係，即使他們是世界第二大的經濟體。」薩爾瓦多國會第一副議長、布格磊所屬政黨國家團結聯盟陣線（GANA）主席葛耶哥斯就曾表示，若該黨贏得總統大選，將儘快恢復薩台邦交關係。5月23日，副總統當選人乌略阿參加美國華盛頓智庫「美洲對話」論壇，會後接受台灣媒體訪問表示，新政府不排除與台灣恢復邦交關係，但在6月1日布格磊就任總統後，改變先前的態度，表示會繼續發展薩中關係，正確處理涉台問題，願與中國保持高層交往，加強政治對話，在各領域開展合作。6月5日，副總統烏佑亞接見中華人民共和國駐薩爾瓦多大使，表明新政府将坚持一个中国原则。6月27日，總統布格磊在首都聖薩爾瓦多出席一場商業會議時說：「我們現在和中國的外交關係完整，且已經建立。我們必須承認中國的全球地位。」

### 人員互訪（1987年至今）

#### 薩爾瓦多
| 職稱               | 姓名                                                                                               | 日期                                                                                             | 備註                                                           |
| ------------------ | -------------------------------------------------------------------------------------------------- | ------------------------------------------------------------------------------------------------ | -------------------------------------------------------------- |
| 總統               | 克里斯第雅尼 賈德隆 佛洛瑞斯 薩卡                                                                  | 1990年2月 1996年8月 1999年9月、2000年12月、2003年8月、2004年5月 2004年8月、2006年10月、2008年5月 | [ 63 ] [ 64 ] [ 65 ] [ 66 ] [ 67 ] [ 68 ] [ 68 ] [ 69 ] [ 70 ] |
| 總統夫人           | 伊麗沙白（Elizabeth Aguirre de Calderón） 碧娜多                                                   | 1997年4月 2012年10月                                                                             | [ 71 ] [ 註 2 ]                                                |
| 總統職務第一代理人 | 羅里格斯 穆拉頤                                                                                    | 1987年1月 2000年12月                                                                             | [ 73 ] [ 66 ]                                                  |
| 副總統             | 卡斯第約（Rodolfo Antonio Claramount Castillo） 玻爾哥（Enrique Borgo Bustamante） 金達尼亞 歐帝茲 | 1988年5月 1998年1月 2000年10月 2015年9月                                                         | [ 74 ] [ 75 ] [ 76 ] [ 77 ]                                    |
| 國會議長           | 安固洛（Roberto Angulo Samayoa） 謝伯達 歐雷亞那（Rubén Orellana） 雷耶斯 葛耶哥斯                 | 1991年7月 2001年2月、2005年11月 2007年7月 2011年10月、2013年9月 2017年3月                        | [ 78 ] [ 79 ] [ 80 ] [ 81 ] [ 82 ] [ 83 ] [ 84 ]               |
| 最高法院院長       | 賈西亞                                                                                             | 2008年11月                                                                                       | [ 85 ]                                                         |

僅列舉部分名單：
前總統佛洛瑞斯、總統候選人賈德隆、副總統當選人金達尼亞、總統府幕僚長羅倫桑納、外交部長亞塞維德（Ricardo Acevedo Peralta）、巴卡斯（José Manuel Pacas Castro）、龔薩雷斯（Ramón Ernesto González Giner）、阿畢拉、馬丁內斯、外交部次長賈利世（Eduardo Cálix López）、賈西亞（Juan José García）、米蘭達、卡斯塔聶達（Carlos Castaneda）、國防部長拉里歐斯（Rafael Humberto Larios López）、馬丁內斯（Juan Antonio Martínez）、羅梅洛（Otto Alejandro Romero）、蒙吉亞（David Munguía Payés）、貝尼德斯、內政部長賽拉揚迪亞（Gregorio Ernesto Zelayandía）、勞工部長龔薩雷斯、經濟部長貝多謨、薩布拉、拉嘉優（Miguel Ernesto LACAYO Arguello）、賈維狄雅（Yolanda de Gavidia）、艾斯馬漢（Ricardo Esmahan d'Aubuisson）、佛洛瑞斯（Armando Flores）、農牧部長莫拉雷斯、鄔魯迪亞（Salvador Edgardo Urrutia Loucel）、衛生部長羅培士（José Francisco López Beltrán）、馬薩（Jose Guillermo Maza）、敏喜娜、對外貿易部長龔薩雷斯（Luis Gonzalez）、杜華德、公共工程部長馬丁尼茲、環境資源部長珀兒（Lina Pohl）、司法暨公安部長蘭達偉德（Mauricio Ramirez）、教育部次長馬林、韓妲兒（Erlinda Hándal）、國會副議長莎爾格若、阿勞賀（Walter Rene Araujo）、梅爾嘉（José Manuel Melgar Henríquez）、梅立諾（Francisco Merino）、馬邱卡（Jose Rafael Machuca）、羅倫桑納、雷耶斯、羅梅羅（Alberto Romero Rodriguez）、基哈諾、瓦蓋拉諾（Donato Eugenia Vaquerano Rivas）、國會外交委員會主席費蓋羅阿（Mario Figueroa Figueroa）、艾絲卡瓏（Carmen Calderon de Escalona）、索莎（Karina Ivette Sosa de Lara）、國會財政委員會主席梅西亞（Douglas Leonardo Mejía Avilés）、國會公共工程交通暨住宅委員會主席蘇鐸（Manuel Rigoberto Soto Lazo）、國家體育委員會主席艾南德斯（Jorge Ernesto Hernández Isussi）、羅德里格斯、金融監督管理總局長貝多摩（Ricardo Perdomo）、審計法院長康得列拉斯（Rafael Hernán Contreras）、最高選舉法院長歐利佛、參謀總長魯比歐（Giberto Rublio）、卡塞雷斯（Carlos Eduardo Cáceres Flores）、努涅茲（Felix Eduardo Núñez）、警政署長梅內謝斯（Ricardo Mauricio Meneses Orellana）、聖薩爾瓦多市長席爾巴（Hector Ricardo Silva）、李華士（Carlos Rivas Zamora）、基哈諾、布格磊、市政聯盟主席傅內斯（Marco Antonio Funes Durán）、商工總會長德阿法洛（Elena María de Alfaro）。

#### 中華民國

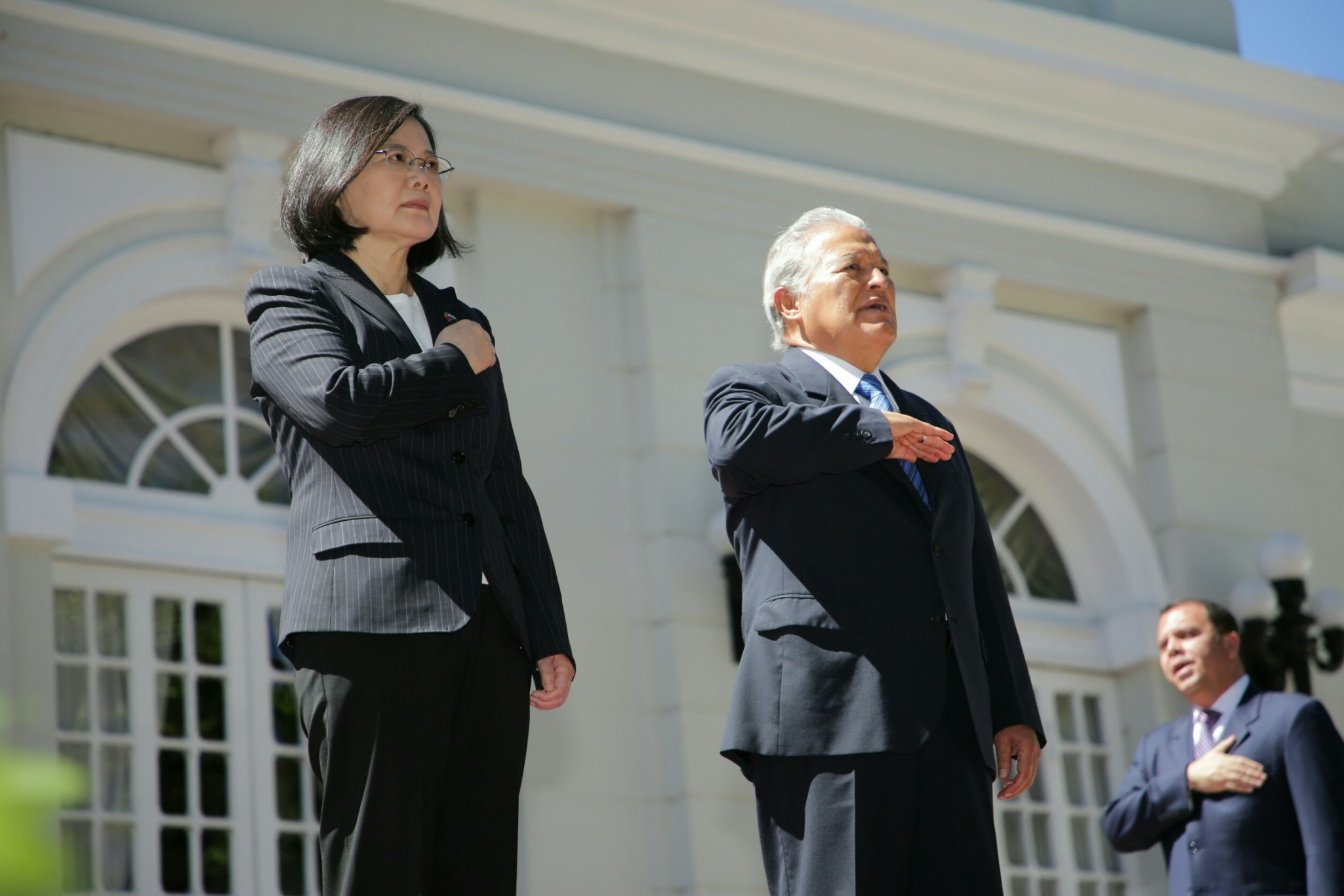
中華民國總統蔡英文訪問薩爾瓦多，與該國總統桑契斯接受禮兵致敬。

| 職稱       | 姓名                        | 日期                                                          | 備註                                           |
| ---------- | --------------------------- | ------------------------------------------------------------- | ---------------------------------------------- |
| 總統       | 李登輝 陳水扁 馬英九 蔡英文 | 1997年9月 2001年5月、2007年8月 2009年6月、2014年7月 2017年1月 | [ 117 ] [ 118 ] [ 81 ] [ 119 ] [ 120 ] [ 121 ] |
| 副總統     | 連戰 呂秀蓮                 | 1998年12月 2000年9月、2004年5月、2005年3月                    | [ 122 ] [ 92 ] [ 68 ] [ 86 ]                   |
| 行政院院長 | 連戰 蕭萬長 江宜樺          | 1994年6月 1999年5月 2014年6月                                 | [ 123 ] [ 88 ] [ 124 ]                         |
| 立法院院長 | 王金平                      | 2002年9月、2012年8月                                          | [ 125 ] [ 126 ]                                |
| 司法院院長 | 賴英照                      | 2008年9月                                                     | [ 127 ]                                        |

僅列舉部分名單：
前副總統連戰、國家安全會議秘書長蔣緯國、莊銘耀、吳釗燮、國家安全局長楊國強、彭勝竹、中央銀行總裁彭淮南、外交部長丁懋時、錢復、章孝嚴、胡志強、田弘茂、簡又新、楊進添、林永樂、李大維、吳釗燮、外交部政務次長程建人、柯森耀、侯清山、外交部常務次長侯清山、國防部長伍世文、李天羽、高華柱、馮世寬、經濟部長林信義、陳瑞隆、財政部政務次長曾銘宗、審計部審計長蘇振平、林慶隆、新聞局長蘇正平、人事行政局長張俊彥、僑務委員會委員長張富美、吳英毅、吳興新、勞工委員會主任委員陳菊、農業委員會主任委員陳希煌、經濟建設委員會主任委員江丙坤、陳博志、國家科學委員會主任委員魏哲和、參謀總長李喜明、陸軍總司令霍守業、國防大學校長鄭德美、中華民國對外貿易發展協會董事長許志仁。

## 經濟

### 貿易
兩國雖於2018年8月斷交，但所簽署的《中華民國（臺灣）與薩爾瓦多共和國暨宏都拉斯共和國自由貿易協定》至2023年5月15日始中止。該協定於2008年3月生效後，薩爾瓦多對中華民國3,590項產品（占總數57.1%）立即免除关税（農產品占44.7%、工業產品占59.44%）。中華民國對薩爾瓦多5,688項產品（占總數64.4%）立即免除關稅（農產品占42.5%、工業產品占69.06%）。其餘產品分5年、10年、15年、20年不同減讓時程，最終完全開放自由進入。
| 年分 | 貿易總額    | 貿易總額 | 貿易總額 | 出口至薩爾瓦多 | 出口至薩爾瓦多 | 出口至薩爾瓦多 | 自薩爾瓦多進口 | 自薩爾瓦多進口 | 自薩爾瓦多進口 | 順逆差 |
| 年分 | 金額        | 年增減   | 排名     | 金額           | 年增減         | 排名           | 金額           | 年增減         | 排名           | 順逆差 |
| ---- | ----------- | -------- | -------- | -------------- | -------------- | -------------- | -------------- | -------------- | -------------- | ------ |
| 2017 | 162,169,689 | ▲12.2%   | 73       | 101,864,511    | ▼5.9%          | 72             | 60,305,178     | ▲66.1%         | 76             | 順差▼  |
| 2018 | 139,877,421 | ▼13.7%   | 82       | 106,953,144    | ▲5.0%          | 73             | 32,924,277     | ▼45.4%         | 89             | 順差▲  |
| 2019 | 112,186,557 | ▼19.8%   | 85       | 81,179,055     | ▼24.1%         | 76             | 31,007,502     | ▼5.8%          | 91             | 順差▼  |
| 2020 | 93,760,135  | ▼16.4%   | 89       | 61,996,019     | ▼23.6%         | 77             | 31,764,116     | ▲2.4%          | 92             | 順差▼  |
| 2021 | 132,093,725 | ▲40.9%   | 89       | 79,353,311     | ▲28.0%         | 77             | 52,740,414     | ▲66.0%         | 88             | 順差▼  |
| 2022 | 100,413,904 | ▼24.0%   | 95       | 81,583,391     | ▲2.8%          | 79             | 18,830,513     | ▼64.3%         | 102            | 順差▲  |
| 2023 | 103,909,005 | ▲3.5%    | 88       | 87,605,097     | ▲7.4%          | 73             | 16,303,908     | ▼13.4%         | 104            | 順差▲  |
| 2024 | 85,293,641  | ▼17.9%   | 87       | 73,959,186     | ▼15.6%         | 75             | 11,334,455     | ▼30.5%         | 109            | 順差▼  |

2023年的兩國貿易項目如下：
出口至薩爾瓦多的前10大項目為：聚縮醛、环氧树脂、醇酸樹脂、聚碳酸酯、聚丙烯酯與其他聚酯、聚醚；機動車輛所用之零件與附件；丙烯或其他烯烃之聚合物；其他塑料製品與特定材料制成品；空氣泵或真空泵、空氣或其他氣體压缩机與风扇；橡膠或塑膠加工機或以此類原料製造產品之機械；水，包括礦泉水與汽水（碳酸水），含糖或其他甜味料或香料與其他未含酒精飲料；塑膠板、片、箔、薄膜與扁條，未與其他物質結合者；鋼鐵製螺釘、螺栓、螺帽、螺旋鈎、車用螺釘、鉚釘、橫梢、開口梢、墊圈與類似製品；拉鏈及其零件等。
自薩爾瓦多進口的前10大項目為：固體甘蔗糖或甜菜糖與化學級純蔗糖；固定、可變或可預先調整之电容器；鐵屬廢料、重熔用廢鋼鐵鑄錠；廢棉；咖啡、咖啡荳殼與荳皮、含咖啡成分之代替品；塑膠廢料；針織或鉤針織T恤、汗衫與其他；铝廢料；初梳或精梳之棉花；針織或鉤針織套頭衫、無領開襟上衣、外穿式背心與類似品等。

### 投資
根據前駐薩爾瓦多大使館經濟參事處統計，截至2018年，臺商對薩爾瓦多的總投資金額為6,391萬美元，計有47件，創造就業機會5,997人。另根據中華民國經濟部投資審議司統計，截至2023年，總投資金額為5,651萬美元，計有26件。主要投資類別有：成衣、塑料、製鞋、自行車與摩托車組裝、餐飲、制造业區廠房、娛樂等。因2005年全球紡織品與成衣配額取消，加上2008年全球經濟萎縮、國際金融危機等因素，訂單大幅減少、投資環境轉差，臺商投資的成衣廠紛紛關閉撤離，由2004年的11家至2022年僅剩2家。另臺商投資增加的是餐飲業與服務業案件，其投資金額較小。並成立薩爾瓦多臺灣商會、薩爾瓦多臺灣青商會。目前無臺灣的金融機構。
根據中華民國經濟部投資審議司統計，截至2023年，薩爾瓦多在臺灣的總投資金額約8.6萬美元，計有10件。主要為批發零售、技術服務等。

### 會展
斷交前，由中華民國國際經濟合作協會（國經協會）與薩爾瓦多工商總會（Cámara de Comercio e Industria de El Salvador）舉辦「臺薩經濟聯席會議」，至2016年已舉辦第3屆。

## 交流

### 僑民
在薩爾瓦多的華僑約2,000人，其中約300人來自臺灣。大多從事進口批發零售、紡織及餐飲業。僑團組織有：華僑總會、中華文化協會、中華總商會（前三者合組「旅薩華僑聯合總會」）、中薩文化協會、臺灣商會等。

### 援助
斷交前，中華民國派駐薩爾瓦多技術團，合作項目有：建立中美洲區域海水養殖發展、強化鄉鎮家庭式水產養殖中心、農企業發展及農民組織競爭力提升、熱帶蔬果健康種苗繁殖中心、恢復潛力地區種植稻米並提升生產及生產力、加強中美洲農牧保健組織（Organismo Internacional Regional de Sanidad Agropecuaria, OIRSA）轄區柑橘黃龍病防治及落實病蟲害綜合管理、一鄉一特產、運用遙測及地理資訊系統合作、市場行銷技術指導及訓練等計畫。另派駐中小企業專家團定期前往協助。
1998年10月，颶風米契侵襲中美洲的中華民國邦交國，造成嚴重損失，中華民國政府除援助物資予薩爾瓦多外，另捐贈50萬美元。
2001年1－2月，薩爾瓦多先、後發生強烈地震，傷亡慘重，中華民國政府即致電慰問該國政要，並迅速捐贈緊急慰問金、派遣30人救難隊前往支援。民間機構及團體亦陸續派遣救難及醫護人員前往救災或提供金錢、物資及運輸方面的協助。
2005年3月，中華民國副總統呂秀蓮率領農工商科技考察團訪問薩爾瓦多，與該國副總統艾絲柯芭舉行「台薩園區」研討會，決議於科馬拉帕國際機場週邊闢建物流中心，竣工後將協調薩國免費提供土地及比照在台灣的科學園區獎勵投資廠商優惠條件，並且引進中正國際機場空運物流中心模式，使薩爾瓦多轉型為中美洲營運中心。

### 學術
中華民國外交部提供「臺灣獎學金」，財團法人國際合作發展基金會（國合會）也提供獎學金給與薩爾瓦多學生赴台就學深造。此外，國合會自2014年派遣華語文教師赴該國任教。根據中華民國教育部清查，2017－2018年（106學年度），薩爾瓦多在台留學生有195人，其中領有台灣獎學金28人。兩國斷交後，薩爾瓦多總統桑契斯表示，為確保安全，所有在台的薩爾瓦多留學生都將送往中國大陆；而台灣沒有在薩爾瓦多留學的學生。
中華民國文化部與薩爾瓦多唐波斯可大學、基督教福音大學（Universidad Evangélica de El Salvador）、中美洲科技專科學院（Escuela Especializada en Ingeniería ITCA-FEPADE）簽署「臺灣書院」聯絡點意向書。

## 協定
| 日期           | 名稱                                                                                           | 備註              |
| -------------- | ---------------------------------------------------------------------------------------------- | ----------------- |
| 1954年12月9日  | 《中華民國與薩爾瓦多共和國友好條約》                                                           | 以下簡稱中薩      |
| 1961年11月27日 | 《中薩文化專約》                                                                               |                   |
| 1964年10月23日 | 《中薩貿易協定》                                                                               |                   |
| 1971年7月30日  | 《中薩農業技術合作協定》                                                                       | [ 註 4 ]          |
| 1982年2月25日  | 《中薩科學技術合作協定》                                                                       |                   |
| 1989年8月12日  | 《中薩郵政國際快捷郵件協定》                                                                   |                   |
| 1996年8月30日  | 《中薩相互促進及投資保障協定》                                                                 |                   |
| 1997年9月13日  | 《中華民國與瓜地馬拉、薩爾瓦多、宏都拉斯、尼加拉瓜及哥斯大黎加共和國經濟合作協定》             | [ 註 5 ]          |
| 1998年4月2日   | 《中薩新聞交流協定》                                                                           |                   |
| 2000年10月30日 | 《中華民國財政部金融局與薩爾瓦多金融監督管理局資訊交流及管理合作之瞭解備忘錄》                 |                   |
| 2001年         | 《中薩降低薩爾瓦多危險地區環境污染計畫貸款協定》                                               | [ 79 ]            |
| 2001年5月25日  | 《中薩互免外交及公務護照簽證協定》                                                             |                   |
| 2001年8月24日  | 《中薩關於貨品暫准通關證協定》 《中薩相互保護智慧財產權協定》                                  |                   |
| 2005年6月3日   | 《中薩人事行政官員互訪計畫備忘錄》                                                             | [ 註 6 ]          |
| 2006年6月26日  | 《中華民國（臺灣）行政院衛生署與薩爾瓦多共和國衛生暨社會福利部間禽流感疫情交換合作瞭解備忘錄》 |                   |
| 2006年10月18日 | 《中薩派遣志工協定》                                                                           |                   |
| 2007年5月7日   | 《中華民國（臺灣）與薩爾瓦多共和國暨宏都拉斯共和國自由貿易協定》                               | [ 註 7 ] [ 註 8 ] |
| 2014年1月17日  | 《中華民國經濟部與薩爾瓦多共和國經濟部微中小型企業合作協定》                                   |                   |
| 2014年4月8日   | 《中薩有關一鄕一特產計畫技術合作協定》                                                         |                   |
| 2014年10月16日 | 《中薩技術合作協定》                                                                           |                   |
| 2015年1月5日   | 《中薩運用遙測及地理資訊系統合作瞭解備忘錄》                                                   |                   |
| 2016年1月20日  | 《中華民國內政部與薩爾瓦多共和國司法暨公安部間移民事務及防制人口販運合作協定》                 |                   |
| 2017年11月17日 | 《中薩警政合作協定》                                                                           | [ 註 9 ]          |

## 簽證

持中華民國護照的中華民國國民簽證要求分布圖：入境薩爾瓦多需要簽證。

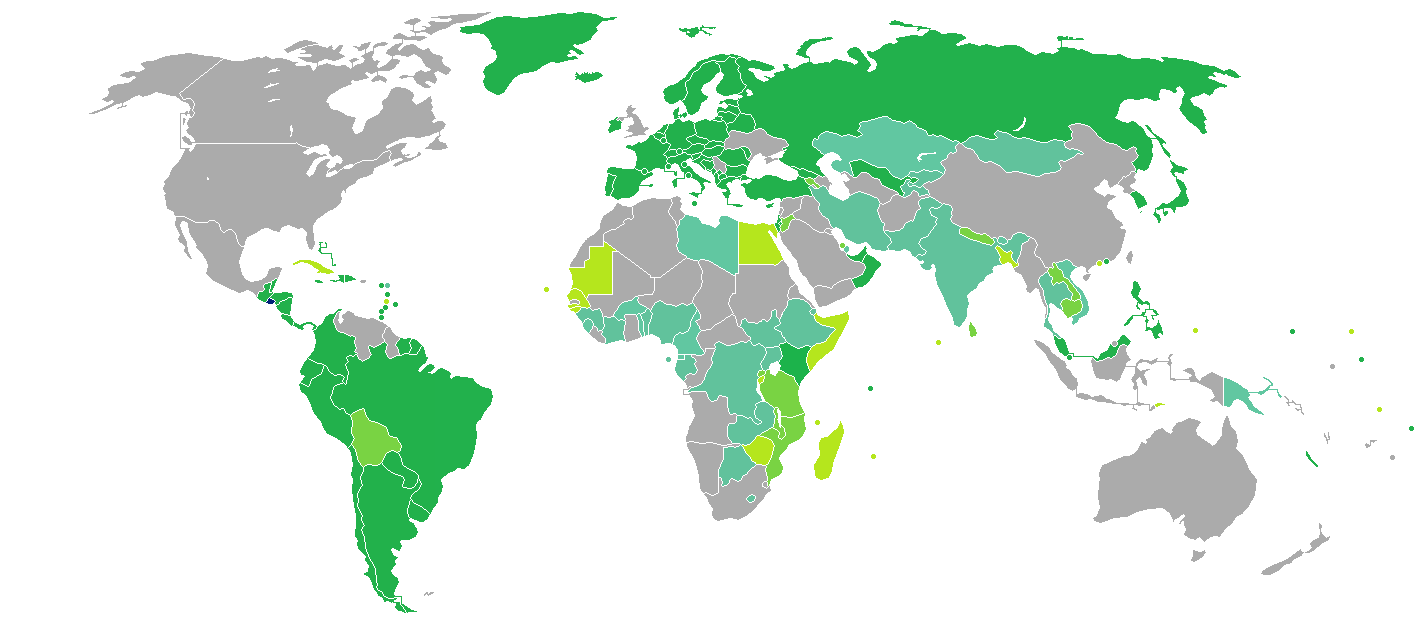
持薩爾瓦多護照的薩爾瓦多人口簽證要求分布圖：入境中華民國需要簽證。

兩國國民皆須申請簽證方可入境對方國家。持有中華民國護照的中華民國國民可前往薩爾瓦多駐韓國、日本大使館申辦簽證，停留最多180天。亦可透過線上申請入境簽證。若持有效美國、加拿大或申根「實體」簽證，則可申請B類簽證。經薩爾瓦多轉機，直接持護照即可。
持有薩爾瓦多護照的薩爾瓦多國民抵台參加由中央政府機關主辦、協辦或贊助之國際會議、運動賽事、商展或其他活動，可以電子簽證入境中華民國，停留最多30天並不得延期。

### 事件
兩國原本互給免簽證待遇，但於2018年12月取消。此外，中美洲的薩爾瓦多、瓜地馬拉、尼加拉瓜及宏都拉斯四國所簽署的《單一簽證協定》，原該四國任何一國所核發的簽證可自由進出該四國，但薩爾瓦多自2019年3月亦取消待遇。
亦有發生以線上或至薩爾瓦多駐外館處申請簽證遭拒之案件。

## 交通

### 航空

#### 客運
兩國無直航班機，可經由（不計航點遠近，截至2023年7月4日）：
- 台北→紐約、洛杉磯-國際、洛杉磯-安大略、休士頓、舊金山、多倫多，再轉機前往薩爾瓦多的科馬拉帕國際機場。

## 外部連結
- 中華民國外交部－薩爾瓦多共和國簡介 （页面存档备份，存于）
- 中華民國駐瓜地馬拉大使館
- 外交部領事事務局－國外旅遊警示分級表
- 中華民國衛生福利部－國際旅遊疫情建議等級
- 中華民國國際經濟合作協會 （页面存档备份，存于）
- 薩爾瓦多臺灣青商會的Facebook專頁